# Kaple Nejsvětější Trojice (Houska)
Kaple Nejsvětější Trojice (zvaná také Luňákova či Třicípá) stojí na jižním okraji vesničky Horní Houska, která je součástí obce Blatce v okrese Česká Lípa při jižních hranicích Libereckého kraje.

## Historie
Barokní kapli nechal na počátku 18. století údajně postavit housecký sládek Luniak na poli, které vlastnil Josef Lirbsch z čp. 5. Jedná se o trojbokou kapličku, přičemž v jednotlivých výklencích se původně nacházely olejomalby s motivy Nejsvětější Trojice, Božského Spasitele na kříži a sv. Jana (snad Nepomuckého). Již na konci 18. století byla kaplička značně poškozená, k prudkému zhoršení pak došlo po roce 1945. V roce 2004 kaplička prošla zásluhou občanského sdružení Pšovka – okrašlovací spolek Kokořínska rekonstrukcí, při níž dostala nové obrazy – tentokrát s výjevy Nejsvětější Trojice, sv. Jana Nepomuckého a sv. Floriána – od akademické malířky Venduly Císařovské. Křížek na vrcholu kapličky pak zrekonstruoval Petr Císařovský. Na rekonstrukci se finančně podílela nadace Občanského Fóra a Národní památkový ústav, který dodal materiál. Dne 22. května 2005 se dočkala nového vysvěcení, které provedl farář Jan Nepomuk Jiřiště.
V okolí kapličky roste trojice státem chráněných památných lip – 2 lípy velkolisté a 1 lípa malolistá – a jejich stáří se odhaduje na 100-150 let.

## Dostupnost
Okolo kaple vede dvojice značených turistických tras. Červená turistická značka přichází od parkoviště v Horní Housce a pokračuje směrem na Olešno, modrá značka přichází od Vrátenské hory a okolo hradu Houska pokračuje směrem na Bořejov. Cyklisty sem přivádí cyklotrasa 1, která v těchto místech kopíruje červenou turistickou značku.